# Lomas Blancas
Lomas Blancas es un estratovolcán pequeño e inactivo de la Cordillera de Los Andes ubicado en la parte central de Chile, específicamente en la Región del Maule y a unos 15 km al sureste del Nevado de Longaví.
La actividad volcánica del volcán data del final del pleistoceno. La forma dominante de Lomas Blancas es una caldera de 2,3 km de ancho, que probablemente se debió al colapso de la estructura volcánica durante el desarrollo. Los bordes de  la Caldera están abiertos en el lado sureste del flujo de lava basáltico-andesita de siete kilómetros. 
La mayor parte de la estructura volcánica está cubierta con una capa de piedra pómez, probablemente debido a las erupciones del Nevado de Longaví cerca del volcán.